# Lanea

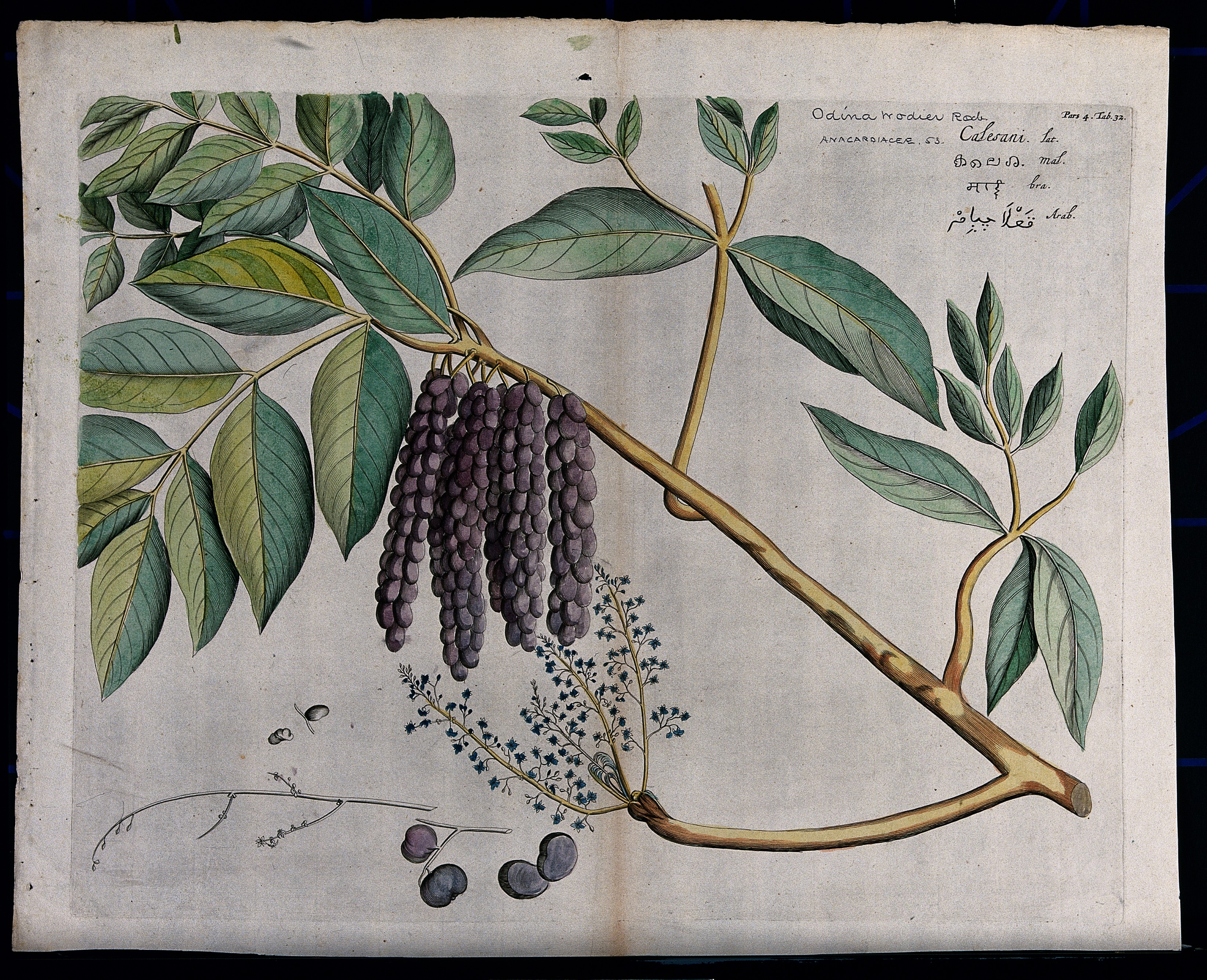
Lannea coromandelica na historické ilustraci

Lanea (Lannea) je rod rostlin z čeledi ledvinovníkovité. Jsou to polokeře, keře a stromy se střídavými složenými listy a drobnými květy v hroznovitých, klasovitých nebo latovitých květenstvích. Plodem je peckovice. Rod zahrnuje asi 36 druhů. Je rozšířen v subsaharské Africe a Arábii, druh Lannea coromandelica se vyskytuje jako jediný v tropické Asii.
Celá řada afrických druhů má plody s jedlou dužninou. Četné druhy mají význam v domorodé medicíně, kde jsou používány k léčení široké palety nemocí a neduhů. Některé druhy jsou používány k rituálním či magickým účelům.

## Popis
Laney jsou opadavé, dvoudomé nebo polygamní polokeře, keře a stromy. Odění je složené z hvězdovitých chlupů. Listy jsou střídavé, lichozpeřené, trojčetné nebo výjimečně jednolisté, řapíkaté, složené z téměř nebo zcela vstřícných, přisedlých nebo řapíčkatých, většinou celokrajných lístků. Květy jsou drobné, stopkaté, čtyřčetné nebo řidčeji pětičetné. Stopky květů jsou článkované. Květenství jsou úžlabní nebo vrcholová. Samičí květy jsou uspořádané v hroznech nebo klasech, samčí v klasovitě stažených latách. Květy se často rozvíjejí před olistěním. Koruna je bílá, zelenavá, žlutá nebo červená. Tyčinek je dvojnásobný počet oproti korunním lístkům a mají šídlovité nitky. Semeník je srostlý ze 4 plodolistů, z nichž pouze jeden bývá fertilní. Blizna je kulovitá nebo hlavatá.
Plodem je červená až purpurová, hnědá nebo černá, vejcovitá, ze stran zploštělá nebo téměř kulovitá peckovice s tenkou dužninou a dřevnatou peckou. Semena jsou ledvinovitá, zploštělá.

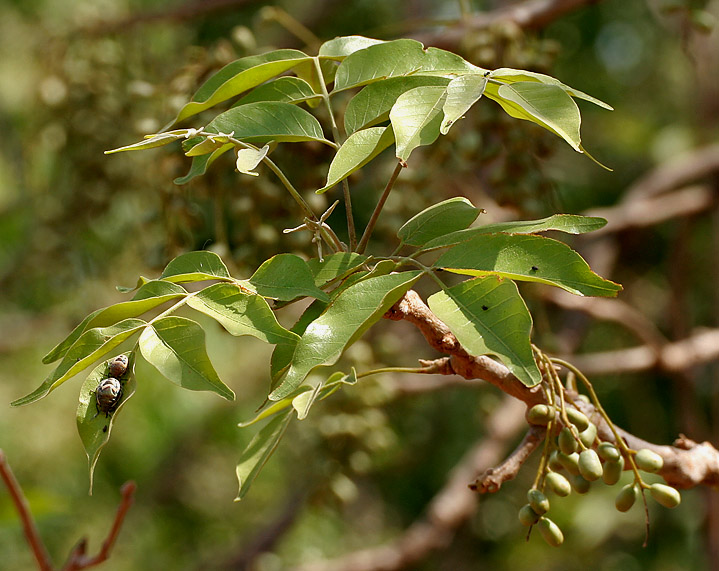
Listy Lannea coromandelica
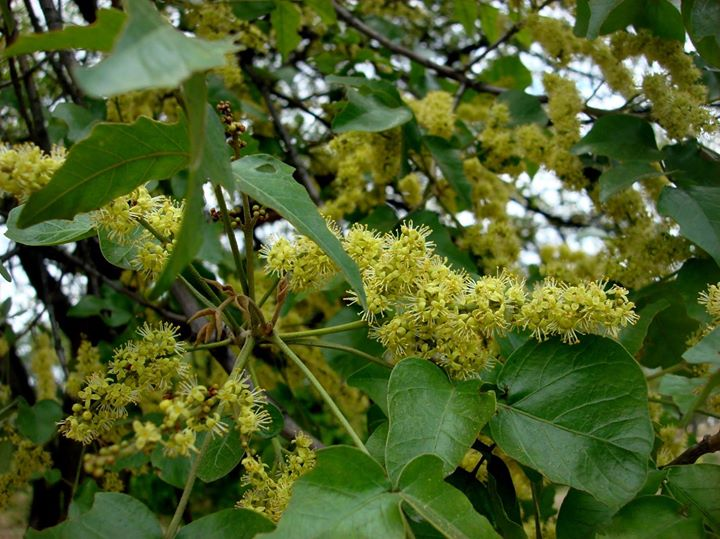
Květenství Lannea schweinfurthii
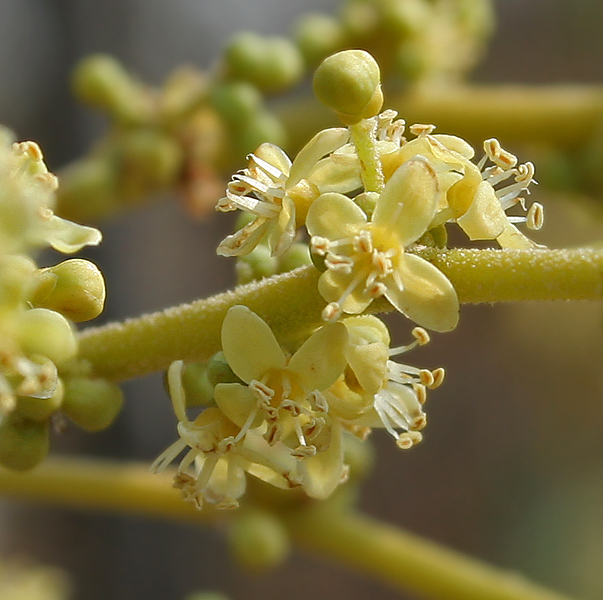
Detail květů Lannea coromandelica
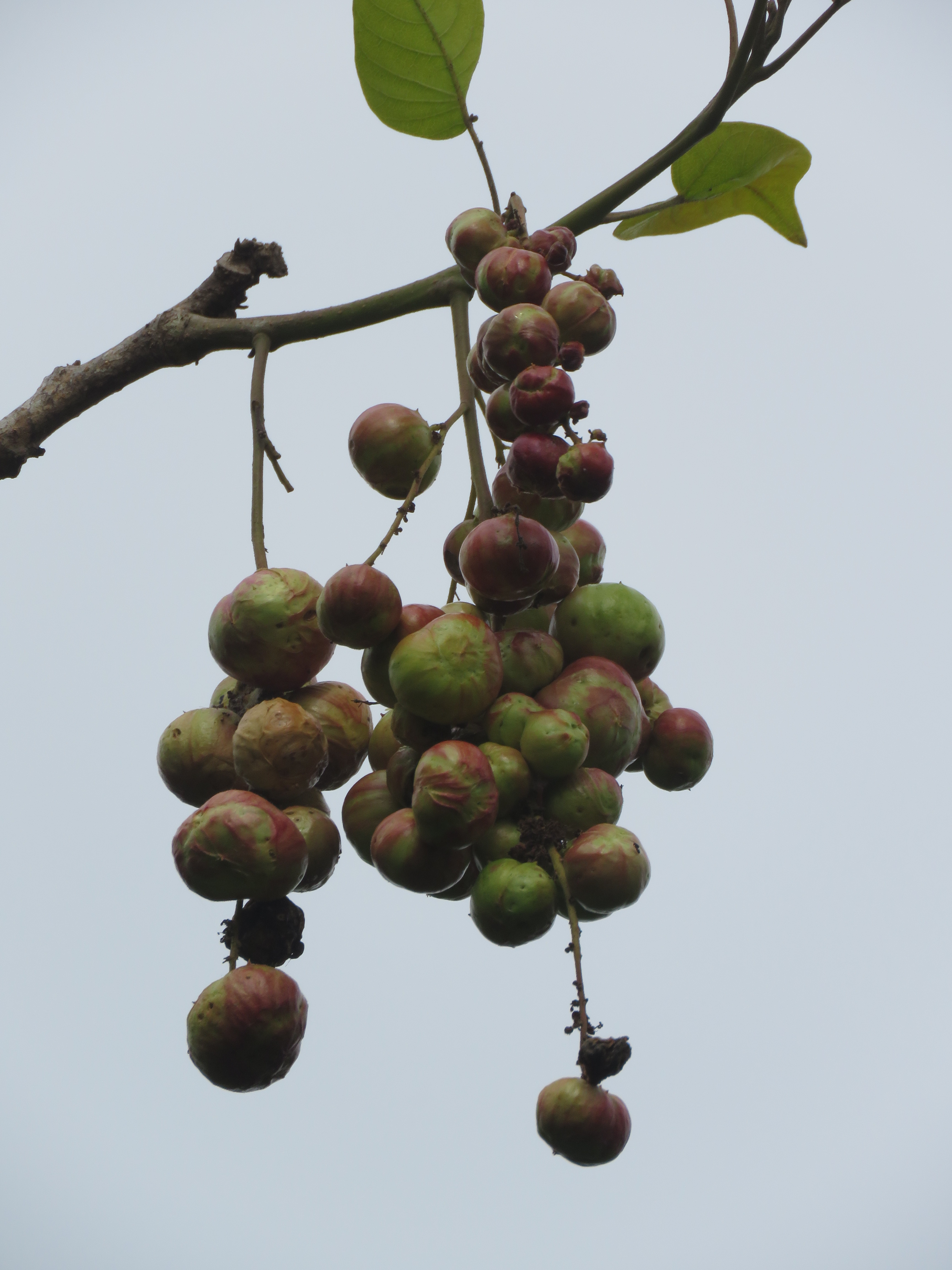
Plodenství Lannea coromandelica

## Rozšíření
Rod lanea zahrnuje 36 druhů. Je rozšířen v subsaharské Africe, Arábii a Asii.
Jediným asijským druhem je Lannea coromandelica, rozšířená od Pákistánu přes Indii po Indočínu. Vyskytuje se i na Andamanech. Na Arabský poloostrov zasahují z Afriky druhy Lannea malifolia a L. triphylla. Druh Lannea transulta je endemit Sokotry. Rod je málo zastoupen v tropických pralesích západní rovníkové Afriky, kde roste pouze druh Lannea welwitschii. Lannea acida je běžný druh západoafrických savan.

## Ekologické interakce
Květy laneí jsou opylovány hmyzem. U afrického druhu Lannea schweinfurthii bylo zjištěno, že je navštěvuje široká paleta opylovačů, zahrnující včely, brouky, vosy i mouchy. Semena jsou šířena ptáky, kteří vyhledávají plody jako potravu.
Laney jsou živnými rostlinami housenek řady druhů nočních motýlů zejména z čeledí bourovcovití, martináčovití (Actias selene, Attacus atlas), můrovití, slimákovcovití, zavíječovití a také různých drobných molů.
V oblasti Zambezi v subsaharské Africe mají některé druhy (Lannea edulis, L. gossweileri, L. katangensis, L. virgata) zajímavou růstovou formu. Pod zemí se ukrývá masivní dřevnatý kmen, zatímco na povrchu se objevují pouze sezónní nebo krátkověké polodřevnaté výhony.

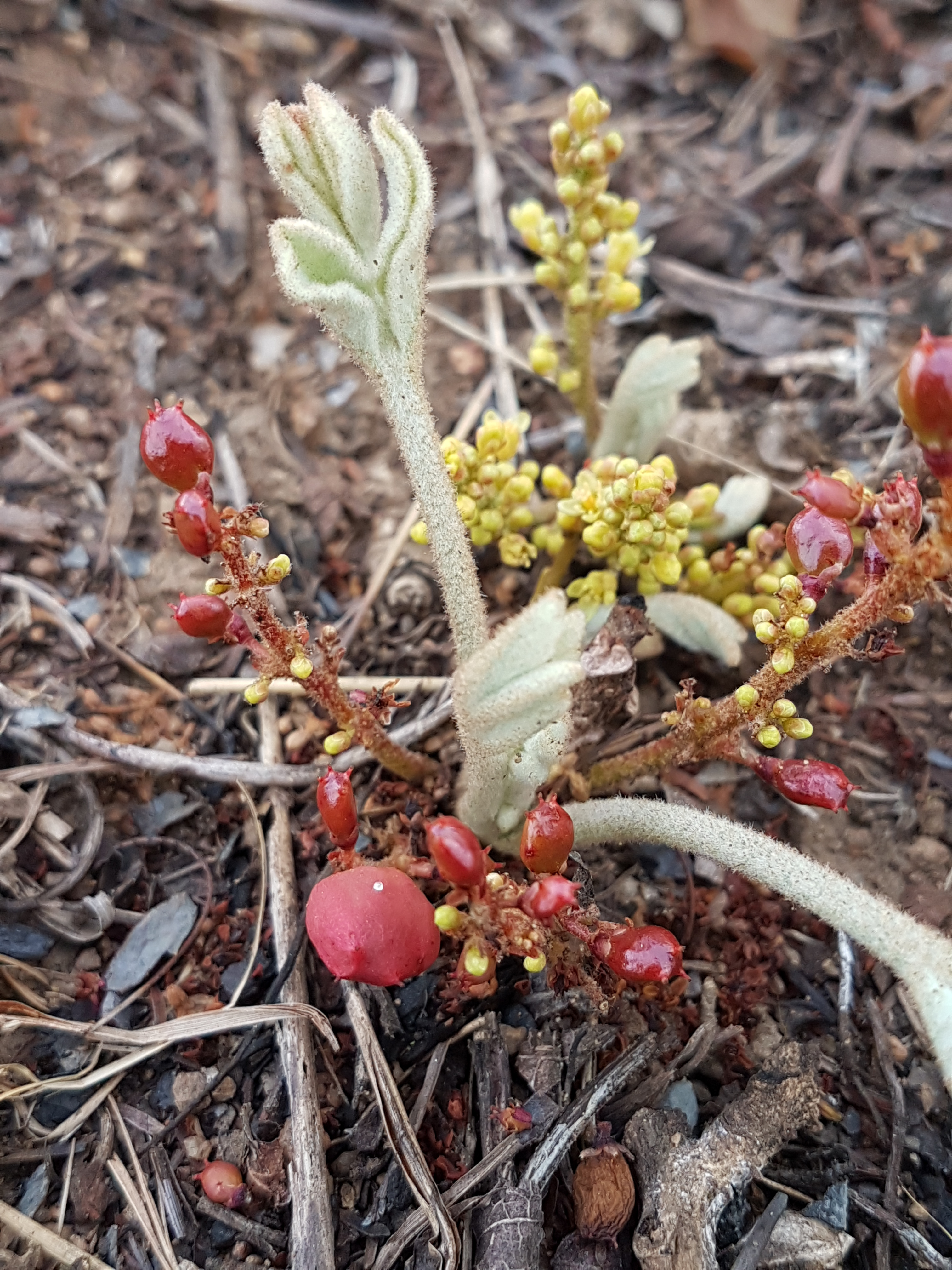
Polodřevnaté výhony Lannea edulis
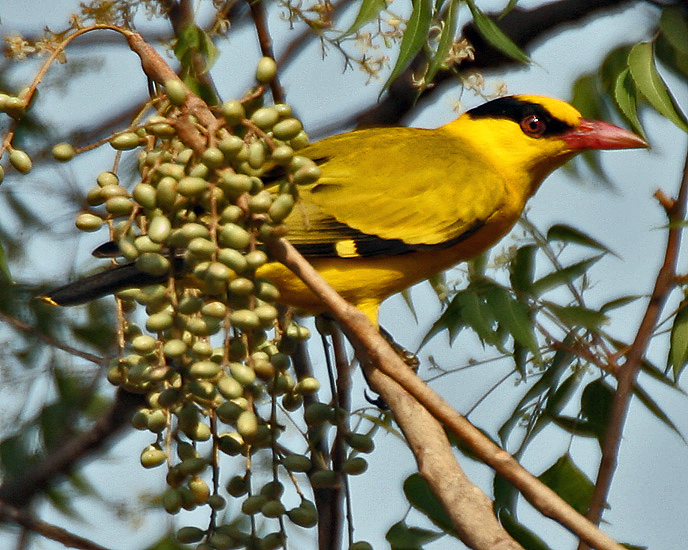
Žluva černošíjná na plodech Lannea coromandelica
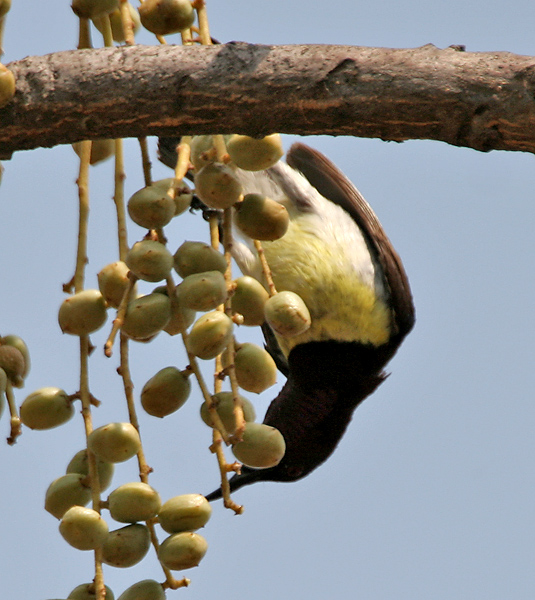
Strdimil srílanský na plodech Lannea coromandelica
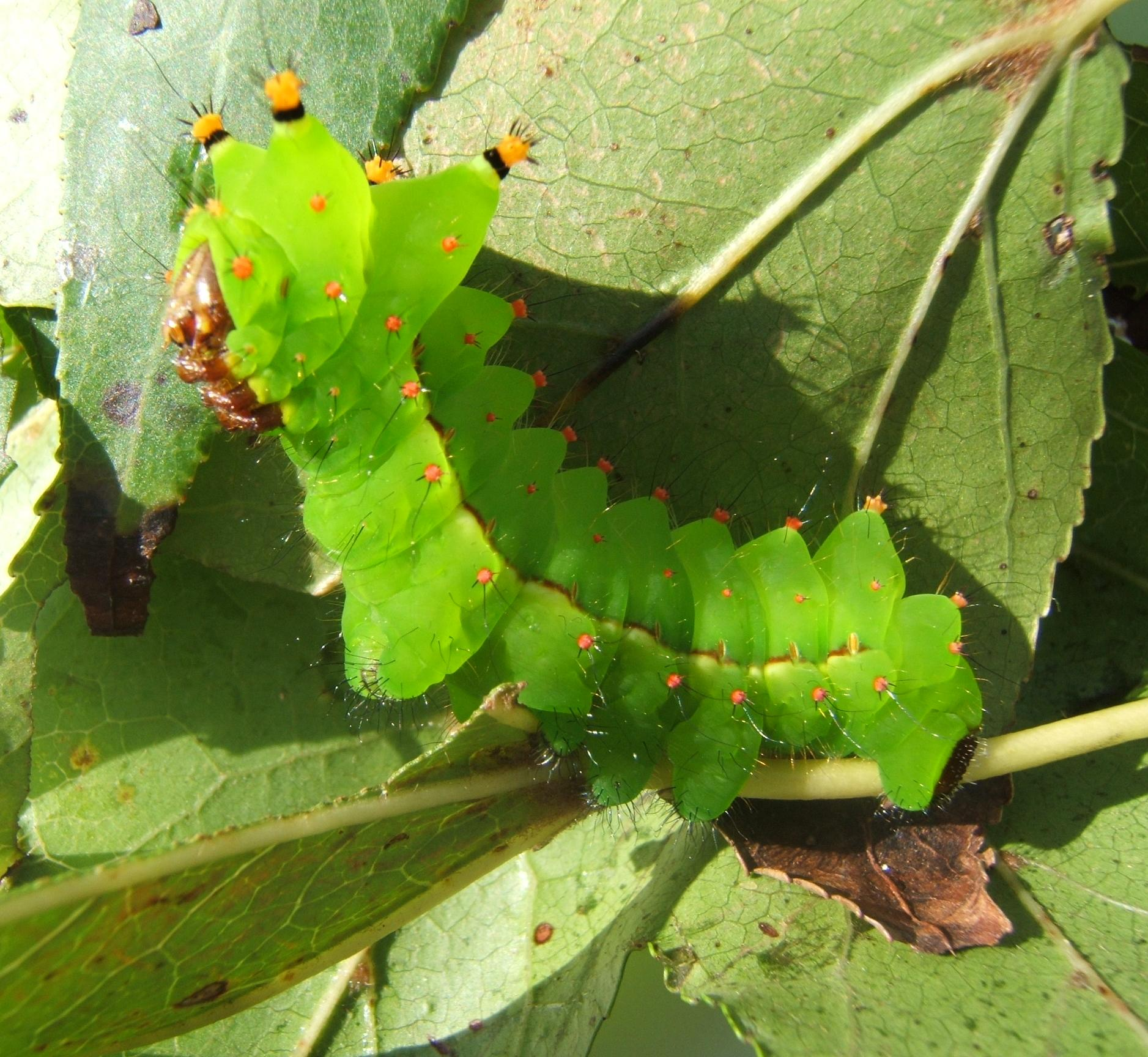
Housenka martináče Actias selene

## Taxonomie
Rod Lannea je v rámci čeledi Anacardiaceae řazen do podčeledi Spondioideae a tribu Spondiadeae. Blízce příbuzné rody jsou dle výsledků molekulárních studií Sclerocarya (marola) a monotypický rod Harpephyllum.

## Význam
Plody řady druhů mají jedlou dužninu, jejich význam je však pouze lokální. Dužnina západoafrického druhu Lannea acida se konzumuje čerstvá nebo sušená. Má kyselou, trochu pryskyřičnatou chuť. V savanových oblastech západní Afriky jsou tyto plody mezi domorodci poměrně oblíbené. Z dalších afrických druhů má jedlou dužninu Lannea alata, L. discolor, L. edulis, L. fulva, L. kirkii, L. stuhlmannii, L. velutina a L. welwitschii. Některé druhy jsou v tropech pěstovány jako okrasné dřeviny.
V českých botanických zahradách jsou laney zastoupeny minimálně, druh Lannea asymmetrica je uváděn ze sbírek Pražské botanické zahrady v Tróji.
Asijský druh Lannea coromandelica je využíván v tradiční indické medicíně (Ájurvéda, Sidha). Pasta z listů se používá na elefantiázu a podvrknutí, šťáva z listů na vředy, bolestivá místa a otoky. Extrakt z kůry slouží k potírání červů v otevřených ranách. Pasta z exudátu vytékajícího z poraněné kůry na aplikuje na různá zranění. Z kůry a plodů se připravuje jed na omámení ryb při rybolovu (barbasko).
Řada druhů je používána v tradiční africké medicíně. Patří mezi ně zejména Lannea acida, L. alata, L. barteri, L. edulis, L. egregia, L. fulva, L. humilis, L. microcarpa, L. rivae, L. schimperi, L. schweinfurthii, L. triphylla, L. velutina a L. welwitschii. Jsou využívány k léčení celé palety neduhů a nemocí, zahrnující kašel, bolesti břicha, lepru, průjmy, zranění, hadí uštknutí, malárii, epilepsii aj. Některé druhy mají insekticidní, moluscicidní, larvicidní nebo antimykotické účinky. Červené barvivo získávané z Lannea acida a L. microcarpa je rituálně používáno jako ochranný prostředek. Z kořenů Lannea schweinfurthii var. stuhlmannii se připravuje lázeň, která má přinést štěstí v obchodních záležitostech.

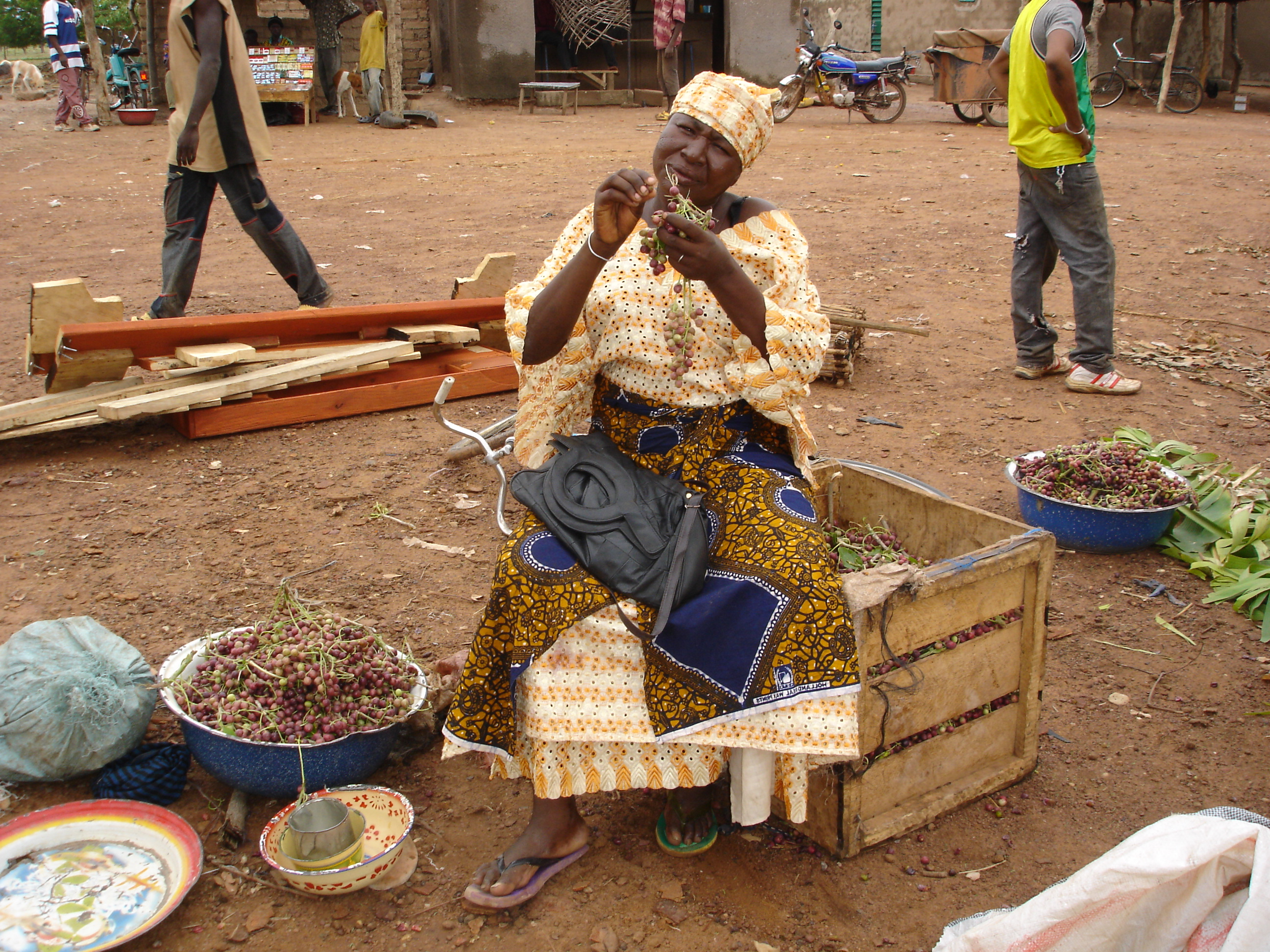
Zpracování plodů Lannea microcarpa v Burkina Faso
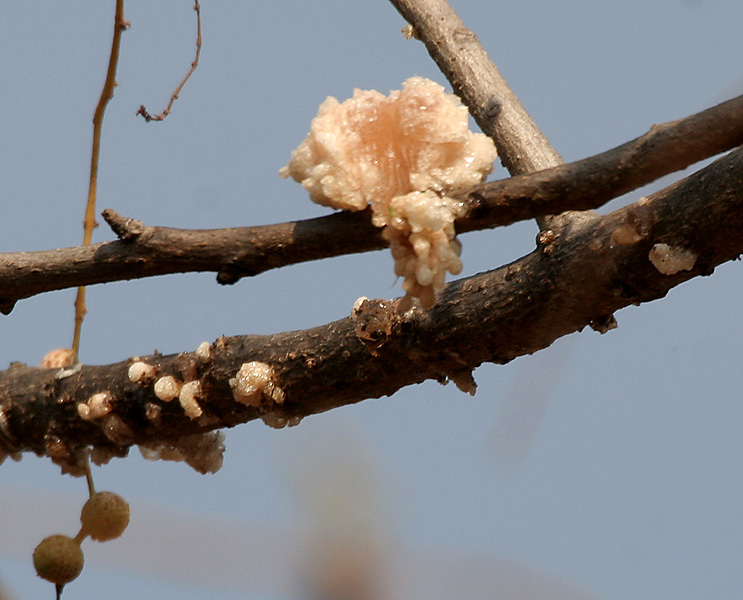
Exudát z větve Lannea coromandelica